# High Life (album van Frankie Miller)
High life is het tweede studioalbum van de Schotse zanger/gitarist Frankie Miller. Het album is geproduceerd door de Amerikaanse rhythm and blues zanger Allen Toussaint. 

## Muzikanten
Frankie Miller heeft zijn tweede album High Life opgenomen met een begeleidingsband, die bestond uit: 
- Allen Toussaint - piano, orgel, conga’s
- Joe Wilson - gitaar, slide gitaar
- Tom Robb - bas, conga’s
- Mike Huey - drums
- G.C. Coleman - drums
- Auburn Burrell - dobra gitaar
- Barry Bailey - gitaar

De bazerssectie werd gevormd door: 
- Lester Caliste - trombone
- Clyde Kerr Jr - trompet
- Gary Brown - tenor saxofoon
- John Longo - trompet
- Alvin Thomas - barriton saxofoon
- Gary Brown - tenor saxofoon

## Muziek
Het album Highlife is gearrangeerd  en geproduceerd door de Amerikaanse rhythm and blues zanger, pianist, producer, arrangeur en componist  Allen Toussaint, die werd beschouwd als een van de invloedrijkste rhythm and blues artiesten. Toussaint heeft onder meer gewerkt met Fats Domino, the Meters, Joe Cocker, the Band en Jess Roden.  
Frankie Miller. zingt  op dit album soul-achtige en funky nummers die goed passen bij zijn rauwe en soulvolle stemgeluid. Zijn funky sound komt onder meer tot uitdrukking in Brickyard blues en de ballads With you in mind en Little angel. Trouble heeft meer rock- en country achtige elementen. The Devil Gun benadert het meest de rock en blues muziek van zijn latere albums. Van de elf tracks op dit album zijn er zeven geschreven door Allen Toussaint en vier door Frankie Miller. Brickyard blues is ook uitgevoerd door onder meer Three Dog Night, Herman Brood  en Helen Shapiro. Shoo-Rah is gezongen door onder anderen Betty Wright en Joan Osborne en I'll take a melody is ook uitgevoerd door the Hues Corporation, Gladys Knight en  Jerry Garcia (voormalig zanger/gitarist van Grateful Dead). 
Het album High Life was door de platenmaatschappij ge-remixt  zonder overleg of toestemming van Frankie Miller of Allen Toussaint. De geremixte versie is in 1974 verschenen. De originele plaat (zoals die indertijd dus wel is opgenomen, maar niet eerder is uitgebracht) is in 2011 voor het eerst verschenen als onderdeel van de box Frankie Miller….that’s who! The complete Crysalis recordings (1973-1980). Deze box bestaat uit vier discs, op elke schijf staan twee albums. 

### Tracklist 1974
1. High life - (Allen Toussaint) - 1:00
2. Play something sweet (Brickyard blues) - (Allen Toussaint) – 3:39
3. Trouble - (Frankie Miller) – 3:31
4. A fool - (Allen Toussaint)- 2:59
5. Little angel – (Frankie Miller)- 3:27
6. With you in mind - (Allen Toussaint) – 3:22
7. The devil gun – (Frankie Miller) – 3:43
8. I'll  take a melody (Allen Toussaint) – 4:38
9. Just a song -  (Allen Toussaint) – 2:51
10. Shoo Rah -  (Allen Toussaint) – 2:50
11. I'm falling in love again – (Frankie Miller) – 3:59

### Tracklist 2011
1. Play something sweet  (Brickyard blues)-  (Allen Toussaint) – 3:41
2. Trouble  - (Frankie Miller) – 3:34
3. Little angel – (Frankie Miller)- 3:27
4. With you in mind - (Allen Toussaint) – 3:24
5. I 'll  take a melody (Allen Toussaint) – 4:39
6. High life - (Allen Toussaint) – 2:06
7. Shoo Rah - (Allen Toussaint) – 2:52
8. The devil gun – (Frankie Miller) – 3:43
9. A fool - (Allen Toussaint)- 2:59
10. I'm falling in love again – (Frankie Miller) – 4:01
11. Just a song - (Allen Toussaint) – 2:52

## Album
Allen Toussaint heeft niet alleen het album geproduceerd, hij heeft ook de meeste nummers geschreven en daarmee een groot stempel op het album gedrukt. Geluidstechnicus was Joe Wilson, die ook (slide) gitaar speelt op dit album. De plaat is in 1973 opgenomen in Studio Web IV Recording in Atlanta, Georgia. De blazerssectie is opgenomen in Studio In The Country, Bogalusa, Louisiana. Vanaf 1988 is dit album ook op Compact Disc verschenen.  Op de site van Discogs is de discografie van dit album te raadplegen. Zie bronnen en referenties.